# Бовоар ан Лион
Бовоар ан Лион (фр. Beauvoir-en-Lyons) насеље је и општина у северној Француској у региону Горња Нормандија, у департману Приморска Сена која припада префектури Дјеп.
По подацима из 2011. године у општини је живело 605 становника, а густина насељености је износила 18,17 становника/km². Општина се простире на површини од 33,29 km². Налази се на средњој надморској висини од 248 метара (максималној 231 m, а минималној 129 m).

## Демографија
| 1962. | 1968. | 1975. | 1982. | 1990. | 1999. | 2011. |
| ----- | ----- | ----- | ----- | ----- | ----- | ----- |
| 453   | 561   | 539   | 464   | 463   | 473   | 605   |

График промене броја становника у току последњих година